# Ebolafieber-Epidemie 2018 bis 2020

Demokratische Republik Kongo (dunkleres Braun) und Uganda (helleres Braun)

Die betroffenen Provinzen Ituri (grün), Nord-Kivu (orange) und Sud-Kivu (ocker) im Osten der Demokratischen Republik Kongo

Die Ebolafieber-Epidemie 2018 bis 2020 war ein ab spätestens Juli 2018 für zwei Jahre bis zum Juni 2020 grassierender Ausbruch des Ebolafiebers in den Provinzen Nord-Kivu, Ituri und seit August 2019 in Sud-Kivu im Osten der zentralafrikanischen Demokratischen Republik Kongo. Es ist global und historisch der zweitschwerste dokumentierte Ausbruch der Erkrankung überhaupt. Mehrere tausend Erkrankungs- und über tausend Todesfälle sind erfasst. Im Juni 2019 kam es zu ersten Erkrankungs- und Todesfällen im benachbarten ostafrikanischen Uganda. Etwa einen Monat später und mehr als ein Jahr nach dem Ausbruch der Epidemie, im Juli 2019, rief die Weltgesundheitsorganisation (WHO) die Gesundheitliche Notlage internationaler Tragweite aus. Ende Juni 2020 erklärte die WHO, nachdem keine Neuinfektion nachweisbar waren, den Ausbruch offiziell für beendet.

## Verlauf
| Erkrankungsfälle | Erkrankungsfälle | Erkrankungsfälle | Todesfälle | Todesfälle       | Todesfälle | Überlebende | Letalität |
| gesichert | wahrschein- lich | gesamt           | gesichert  | wahrschein- lich | gesamt     | gesamt      | %         |
| 3.317 | 153              | 3.470            | 2.134      | 153              | 2.287      | 1.183       | 65,9      |
| --- | ---------------- | ---------------- | ---------- | ---------------- | ---------- | ----------- | --------- |
| Stand 21. Juni 2020, veröffentlicht am 23. Juni 2020, WHO Die WHO geht davon aus, dass etwa 25 Prozent der Fälle unentdeckt bleiben und entsprechend statistisch nicht erfasst sind. |                  |                  |            |                  |            |             |           |

| Land | Provinz/ Region | Erkrankungsfälle | Erkrankungsfälle | Erkrankungsfälle | Todesfälle | Todesfälle       | Todesfälle |
| Land | Provinz/ Region | gesichert        | wahrschein- lich | gesamt           | gesichert  | wahrschein- lich | gesamt     |
| --- | --------------- | ---------------- | ---------------- | ---------------- | ---------- | ---------------- | ---------- |
| Demokratische Republik Kongo* | Nord-Kivu       | 2.803            | 124              | 2.927            | 1.882      | 124              | 2.006      |
| Demokratische Republik Kongo* | Ituri           | 508              | 29               | 537              | 249        | 29               | 278        |
| Demokratische Republik Kongo* | Sud-Kivu        | 6                | 0                | 6                | 3          | 0                | 3          |
| Uganda** | Western Region  | 3                | 0                | 3                | 3          | 0                | 3          |
| gesamt*** |                 | 3.317            | 153              | 3.470            | 2.134      | 153              | 2.287      |
| * Stand 21. Juni 2020, veröffentlicht am 23. Juni 2020, WHO ** veröffentlicht am 23. Juni 2020, WHO *** die in Uganda dokumentierten Fälle wurden vom Ministère de la Santé de la République Démocratique du Congo im Verlauf statistisch der Demokratischen Republik Kongo zugerechnet; keine doppelte Erfassung unter „gesamt“ |                 |                  |                  |                  |            |                  |            |

### Seit Juli 2018 in der Demokratischen Republik Kongo

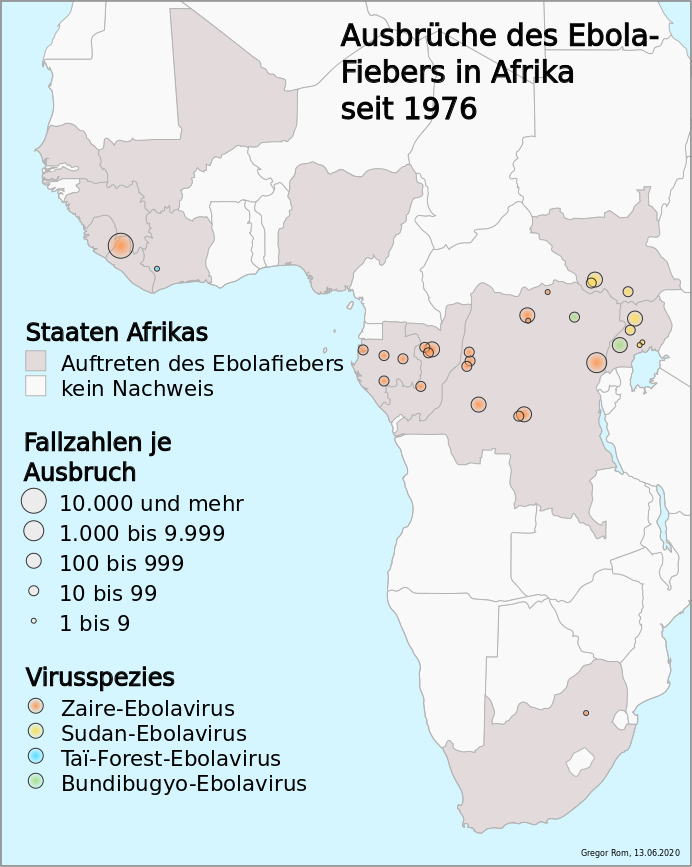
Karte der dokumentierten Ausbrüche von Ebolafieber in Afrika (1976–2020)

Die Demokratische Republik Kongo ist seit dem ersten dokumentierten Auftreten des Ebolafiebers 1976 immer wiederkehrend von lokalen Krankheitsausbrüchen mit teilweise mehreren hundert Erkrankten und Toten betroffen. So kam es vor 2018 im Land zu acht dokumentierten Ausbrüchen der Infektionskrankheit bei Menschen. Der Kongo ist Endemiegebiet des Ebolafiebers. Das natürliche Reservoir des Ebolavirus, der Reservoirwirt, ist bislang unbekannt, es wird jedoch in dort heimischen Flughunden vermutet. Erkrankungen sind bei verschiedenen Primaten nachgewiesen. Ebolafieber ist eine Zoonose. Als für das Einschleppen in eine menschliche Population bedeutende Infektionsquelle wird schließlich der Verzehr von Bushmeat, also gejagter, infizierter Wildtiere wie Affen oder Flughunden aus Regenwäldern, angenommen. Zwischen Mai und Juli 2018 kam es im Westen der Demokratischen Republik Kongo um die Gemeinde Wangata wohl unabhängig von der nur kurze Zeit später im Osten des Landes aufgetretenen Epidemie bereits zu einem lokalen Ausbruch mit 54 Erkrankungen und 33 Toten.
Der erste gesicherte Fall der Epidemie im Ostkongo war im Juli 2018 durch die Weltgesundheitsorganisation (WHO) in Nord-Kivu erfasst worden. Wahrscheinlich traten Erkrankungsfälle jedoch schon im April beziehungsweise Mai des Jahres im Ort Mabalako auf. Als ursächlicher Erreger konnte das Zaire-Ebolavirus (ZEBOV), eine Spezies aus der Gattung Ebolavirus, detektiert werden. Zunächst hauptsächlich betroffen war Mabalako. Am 12. August 2018 waren alleine 41 von 52 Erkrankungsfälle im Ort registriert worden. In den folgenden Monaten ebbte die Epidemie in Mabalako selbst zunächst ab, breitete sich stattdessen aber in nahe gelegenen Ortschaften aus. Betroffen waren in besonderem Maße die östlich von Mabalako gelegene Stadt Beni mit einem deutlichen Peak im Oktober 2018 und das südlich gelegene Butembo mit seinem Vorort Katwa mit einer ersten Spitze im Januar 2019 und einer weiteren im April 2019. Ab April 2019 trat auch im Ort Mabalako das Ebolafieber wieder auf, nachdem es dort zwischenzeitlich wochenlang keine Erkrankungsfälle gegeben hatte. Zwischen dem 1. Mai und 1. Juni 2019 wurden in den betroffenen Provinzen Nord-Kivu und Ituri innerhalb eines Monats 484 Neuerkrankungen und 345 Todesfälle registriert. Im August 2019 trat das Ebolafieber erstmals in einer dritten kongolesischen Provinz, in Sud-Kivu, auf.

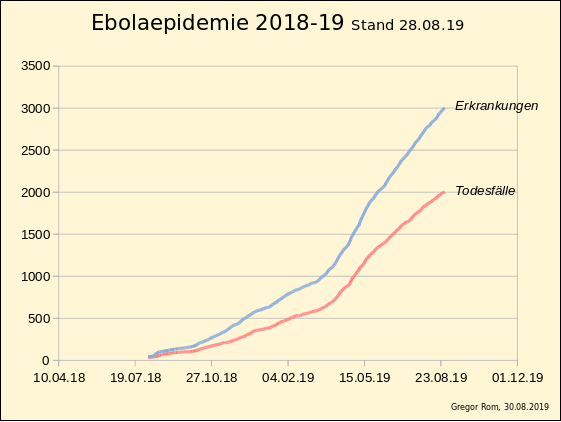
Offizielle Gesamtzahlen Erkrankungen (blau) und Todesfälle (rot); Stand 28. August 2019, Ministère de la Santé de la République Démocratique du Congo

Mit laut kongolesischem Ministère de la santé (Gesundheitsministerium) (Stand 8. September 2019) 3.099 statistisch erhobenen Erkrankungsfällen (2.988 gesicherte, 111 wahrscheinliche) und 2.074 Todesfällen (1.963 gesicherte, 111 wahrscheinliche) im Land war der Ausbruch nach der Ebolafieber-Epidemie 2014 bis 2016 in Westafrika der weltweit bislang zweitschwerste dokumentierte Krankheitsausbruch. 938 Menschen überlebten die Erkrankung. Die Letalität (100 Prozent : (Todesfälle + Gesundete) * Todesfälle) lag bei fast 69 Prozent. 157 und somit etwa 5 Prozent aller bestätigten und wahrscheinlichen Krankheitsfälle betrafen bis zum 19. August 2019 Gesundheitspersonal. 41 der erkrankten Mitarbeiter starben bis zum 19. Juli 2019 am Ebolafieber. Das waren etwa 2,5 Prozent aller Todesfälle. Die Dunkelziffer für Erkrankungs- und Todesfälle ist im Kriegsgebiet des östlichen Kongos, in dem es immer wieder zu Überfällen bewaffneter Rebellen kommt, höher. Die WHO geht davon aus, dass nur etwa drei von vier Fällen erfasst werden, die realen Zahlen also etwa um ein Drittel höher liegen.
Unter den Erkrankten war ein im Verhältnis hoher Prozentsatz an Kindern. Mehr als ein Drittel aller Ebola-Patienten der Epidemie war unter 18 Jahre alt. Bis zum 28. Mai 2019 waren 15 Prozent der gemeldeten Fälle Kinder unter 5 Jahre und 6 Prozent Kinder unter 1 Jahr. Die Sterblichkeit der Kinder unter 5 Jahren war deutlich höher als die der Personen über 5 Jahre, was mit einer verspäteten Einlieferung in die Behandlungs- und Isolationszentren, wo sie einer adäquaten Therapie zugeführt werden, erklärt werden kann. Ebenfalls auffällig war bei Personen über 14 Jahren ein deutlich überproportionaler Anteil Patientinnen unter den Erkrankungsfällen. Insgesamt, also einschließlich der Fälle unter 15 Jahren, waren mit Stand 4. Januar 2019 61 Prozent der Erkrankten weiblich und 39 Prozent männlich. Dies war auf die Pflege bereits erkrankter Angehöriger vornehmlich durch Frauen zurückführbar.
Im Mai 2020 brach in der Stadt Mbandaka im Nordwesten des Landes das Ebolafieber aus. In der Stadt verstarben vier Menschen nach einer Infektion. Angaben von UNICEF zufolge wurden vier Menschen in Krankenhäusern isoliert. Man geht davon aus, dass es sich um einen isolierten Neuausbruch, den elften, handelt, der in keinem Zusammenhang zur seit 2018 grassierenden Epidemie im Ostkongo steht.

Ausbreitung im Epidemiegebiet
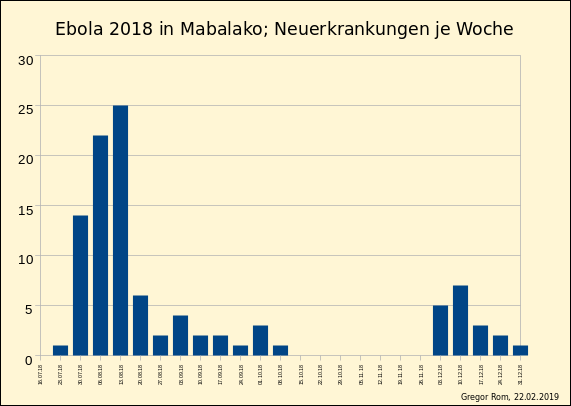
Neuerkrankungen je Woche in Mabalako zwischen 16. Juli 2018 und 31. Dezember 2018
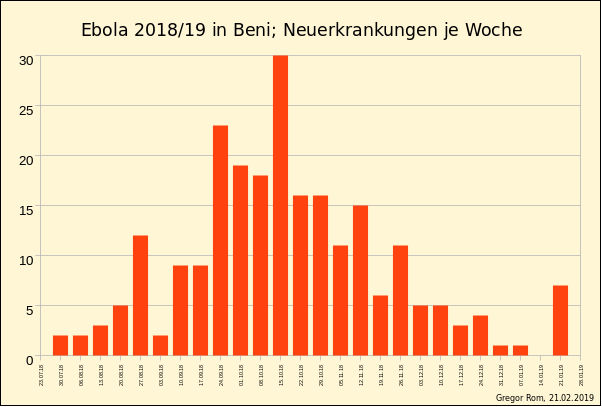
Neuerkrankungen je Woche in Beni zwischen 23. Juli 2018 und 28. Januar 2019
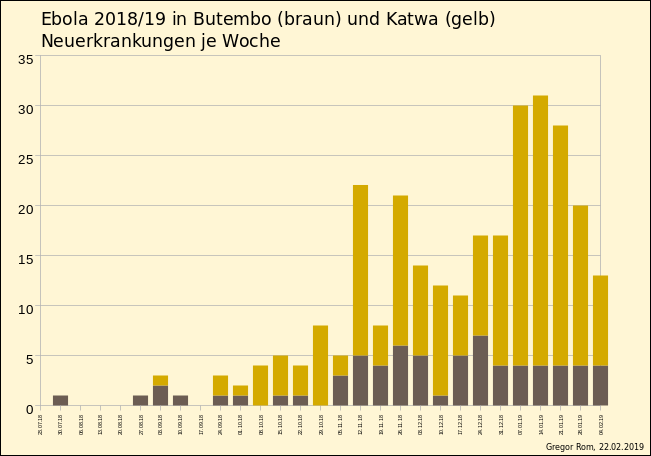
Neuerkrankungen je Woche in Butembo (braun) und Katwa (gelb) zwischen 23. Juli 2018 und 4. Februar 2019

### Seit Juni 2019 in Uganda

Distrikt Kasese (dunkleres Rot) in der Western Region (helleres Rot) in Uganda

Vor 2019 war es zwischen 2000 und 2013 zu fünf auf Uganda beschränkten Ausbrüchen des Ebolafiebers gekommen. Am 11. Juni 2019 wurde ein erster Krankheitsfall außerhalb der Demokratischen Republik Kongo im östlichen Nachbarland bestätigt. Damit war die Epidemie nach der von 2014 bis 2016 in Westafrika die zweite, welche mehrere Länder betraf, und die erste in verschiedenen Großregionen Afrikas (Zentralafrika und Ostafrika). Betroffen war der Distrikt Kasese in der Western Region.
Die Krankheit war erstmals bei einem fünfjährigen Jungen, welcher zwei Tage zuvor mit fünf Angehörigen an Grenzkontrollen vorbei aus dem Kongo eingereist war, festgestellt worden. Die Familie des erkrankten Jungen lebt in Uganda im Distrikt Kasese. Sie war ohne den Vater im Mai in den Kongo gereist, um den am Ebolafieber erkrankten Großvater zu versorgen. Zunächst wurde der Junge in einem Krankenhaus im Ort Kagando untersucht und behandelt und nach Feststellung eines möglichen Ebolafiebers ins Bwera Ebola Treatment Unit verlegt. Das Uganda Virus Institute (UVRI) bestätigte die Erkrankung. Einen Tag nach dem amtlichen Bekanntwerden der Erkrankung beziehungsweise Infektion, am 12. Juni 2019, wurde veröffentlicht, dass der Junge an der Erkrankung verstarb. Bei zwei Angehörigen, der Großmutter und einem Bruder, wurde ebenfalls eine Infektion beziehungsweise Erkrankung nachgewiesen. Die Großmutter verstarb am folgenden Abend.
Am 13. Juni 2019 gab das ugandische Gesundheitsministerium in einer Presseerklärung und per Twitter bekannt, dass fünf Angehörige der Verstorbenen in die Demokratische Republik Kongo zur Behandlung überführt wurden. Dies seien die Mutter, der Vater, der die ugandische Staatsangehörigkeit besitzt, der am Ebolafieber bestätigt erkrankte dreijährige Junge, ein sechs Monate altes Baby und ein Dienstmädchen. Der dreijährige Junge verstarb nach Information der WHO noch am 13. Juni 2019. Die Krankheits- und Todesfälle wurden im weiteren Verlauf vom kongolesisches Ministère de la santé statistisch der Gesundheitszone Mabalakos in Nord-Kivu zugerechnet.
Ein weiterer Krankheitsfall wurde Ende August 2019 erfasst. Bei einem neunjährigen Mädchen, welches am 28. August 2019 mit ihrer Mutter die Grenze vom Kongo nach Uganda passiert hatte, wurde das Ebolafieber festgestellt, wie am 29. August offiziell mitgeteilt wurde.
Am 20. September 2022 brach Ebola erneut aus. Im Januar 2023 konnte der Ausbruch für beendet erklärt werden. Insgesamt starben 55 Menschen mit dem Virus.

## Maßnahmen

### Demokratische Republik Kongo

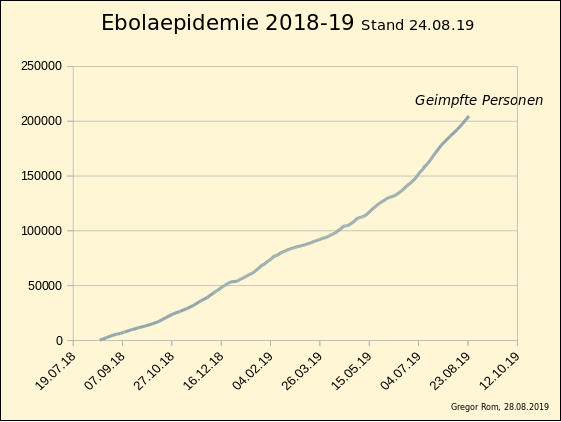
Gesamtzahl der mit rVSV-ZEBOV geimpften Personen im zeitlichen Verlauf der am 8. August 2018 gestarteten Kampagne im östlichen Kongo; Stand 17. August 2019, Ministère de la Santé de la République Démocratique du Congo

Im Epidemiegebiet des östlichen Kongos und angrenzend wurden 117 sogenannte points d'entrée (PoE) (Einreisepunkte) und points de contrôle sanitaire (PoC) (Hygienekontrollpunkte) zur Kontrolle von Menschen auf Erkrankungen an öffentlichen Straßen und Zugängen zu verschiedenen Orten eingerichtet. So war beispielsweise die Millionenstadt Goma zum Schutz vor Einschleppung der Erkrankungen von mehreren points d'entrée, welche 24 Stunden betrieben werden, umschlossen. Insgesamt wurden in der Demokratischen Republik Kongo (Stand 8. September 2019) im Zusammenhang über 93 Millionen Personenkontrollen durchgeführt.
Die Erkrankten werden im Epidemiegebiet in Ebola-Zentren behandelt. Patienten, welche Symptome einer Erkrankung aufweisen, werden unter Quarantäne im Abstand von 48 Stunden zweimal spezifisch getestet. Die Zentren bestehen aus stabilen Zeltabschnitten mit Dusche und Toilette sowie einem Besuchstrakt. Im Besuchstrakt können sich Familienangehörige ihren erkrankten Verwandten bis auf zwei Meter annähern. Verstorbene werden in virendichten Leichensäcken verpackt, gesondert gelagert und bestattet.
Am 8. August 2018 wurde im östlichen Kongo mit einer groß angelegten Impfkampagne begonnen. Seit Beginn dieser Kampagne wurden (Stand 9. September 2019) 217.172 Menschen mit dem Ebola-Impfstoff versorgt. Bis 23. Juni 2019 waren darunter allein 34.466 in Katwa, 27.730 in Beni, 18.696 in Butembo und 13.220 in Mabalako. Verwendet wird nach Entscheidung einer Ethikkommission vom 19. Mai 2018 ausschließlich der Impfstoff rVSV-ZEBOV der Firma Merck. Der Impfstoff erwies sich begleitenden Studien zufolge als hochwirksam. Die Effektivität soll bei etwa 97 Prozent liegen.
Neben den Impfungen werden gezielt und von klinischen Studien begleitet in der Behandlung des Ebolafiebers noch nicht etablierte Medikamente experimentell therapeutisch eingesetzt. Dabei kommen vier medikamentöse Therapien zum Einsatz. Bei zweien werden medikamentös Antikörper eingesetzt und bei den anderen beiden wird mit antivirale Medikamenten behandelt. Im Juli 2019 war noch nicht abzuschätzen, wie gut diese neuen Therapien wirken, da noch keine belastbaren Zahlen vorlagen, wie viele Patienten behandelt wurden und wie der Behandlungserfolg oder die Überlebensraten bei den entsprechend behandelten Patienten jeweils war.
Das kongolesische Gesundheitsministerium hat eine Kampagne Ebola pas chez moi (Ebola nicht bei mir) zur Aufklärung und Sensibilisierung der Bevölkerung über die Krankheit und beispielsweise ihre Infektionswege initiiert.
Die Impfungen und das Durchführen anderer medizinisch notwendiger Maßnahmen sind häufig mit Schwierigkeiten aufgrund von Desinformationen und Nichtwissen in der Bevölkerung verbunden, die das Vertrauen in die Institutionen untergraben, Ängste schüren und so das Arbeiten teilweise unmöglich machen. In sozialen Netzwerken und anderen Medien werden Anschuldigungen gegen die Zentralregierung in Kinshasa und gegen verschiedene Gruppen verbreitet. So wird unterstellt, das Ebolafieber werde als politisches Werkzeug missbraucht. Von dem verwendeten Impfstoff wird behauptet, dieser würde Unfruchtbarkeit hervorrufen oder sei tödlich. Weitere gängige Verschwörungstheorien besagen, Ebola werde absichtlich verbreitet, um Profite für die Pharmaindustrie zu generieren, Vitamin C sei geeignet, das Ebolafieber zu kurieren und auslösender Krankheitserreger sei kein Virus, sondern die Epidemie werde durch Hexerei verursacht. Die Desinformationen führten wiederholt zu Übergriffen gegen Mitarbeiter von Gesundheitseinrichtungen und Hilfsorganisationen. Somit besteht ein wichtiger Teil der Maßnahmen zur Bekämpfung des Ebolafiebers darin, gegen Spekulationen und Gerüchte vorzugehen und Aufklärung zu betreiben. Genutzt werden dafür unter anderem jene Medien, über die die falschen Gerüchte und Verschwörungstheorien verbreitet werden, wie beispielsweise das Internet. Auch werden Besuche vor Ort gemacht und es wird von Haustür zu Haustür gegangen, um mit den Menschen in den Dörfern direkt zu sprechen.
Während der Epidemie wurden in Abstimmung mit der WHO verschiedene, nicht zugelassene spezifische Medikamente versuchsweise im Rahmen von Studien zur Anwendung gebracht. Im August 2019 gab die WHO bekannt, dass sich zwei dieser Medikamente, welche auf Basis von künstlich produzierten beziehungsweise gewonnenen Antikörpern funktionieren, als hochwirksam herausstellten. Es handelt sich dabei um die Medikamente REGN-EB3 und mAB114. Mit diesen Medikamenten konnten bis zu 90 Prozent der Patienten, bei denen sie zur Anwendung kamen, geheilt werden. Zwei weitere versuchsweise angewendete Medikamente erwiesen sich als unzureichend wirksam, sodass die Behandlung mit ihnen eingestellt wurde.
Nachdem man den Ausbruch im Kongo am 12. April nach mehr als 50 Tagen ohne neue Fälle offiziell für beendet erklären wollte, wurde am 10. April 2020 ein 26-jähriger Mann als neuer Fall bestätigt. Zwei Tage später verstarb ein 11 Monate altes Mädchen, im gleichen Behandlungszentrum wie der 26-Jährige, an Ebola.

### Uganda
Bereits seit dem 7. November 2018 wurden in Uganda im Rahmen präventiver Vorbereitungsmaßnahmen in Gebieten, in denen eine besondere Gefahr des Übergreifens des Ebolafiebers besteht, beispielsweise Mitarbeiter im Gesundheitsdienst, geimpft. Bis zum 13. Juni 2019 wurden in diesem Zusammenhang 4699 Mitarbeiter in 165 Gesundheitseinrichtungen geimpft.
Nach dem Auftreten der ersten Fälle wurde vom ugandischen Ministry of Health (Gesundheitsministerium) ein Krisenreaktionsteam in den Distrikt Kasese entsandt. Dieses sollte gefährdete Personen identifizieren und sicherstellen, dass sie überwacht und versorgt werden, falls sie erkranken. In den an die kongolesischen Provinzen North Kivu und Ituri angrenzenden Distrikten waren bereits vorab neun Ebola-Behandlungseinheiten (ETU) eingerichtet worden. Das Gesundheitsministerium betrieb in den Gemeinden Aufklärungsarbeiten und bot gegebenenfalls psychosoziale Unterstützung an.
Die Grenzübergänge zur Demokratischen Republik Kongo wurden bereits seit 2018 überwacht und Reisende kontrolliert. So werden Körpertemperaturen gemessen und speziell auf Symptome der Krankheit geachtet. Ebenfalls wurden die Distriktsverwaltungen und die Gemeinderäte in dem betroffenen Gebiet angewiesen, sicherzustellen, dass Personen mit Symptomen des Ebolafiebers unverzüglich den medizinischen Einrichtungen zu melden und die betroffenen Personen zu informieren seien.
Nach den Krankheitsfällen im Juni 2019 wurde ab dem 14. Juni eine sogenannten Ring-Impfung durchgeführt. Bei dieser Impfkampagne wurden zunächst die Kontaktpersonen der erwiesenermaßen Infizierten und anschließend noch die Kontaktpersonen der Kontaktpersonen immunisiert. Weiterhin wurde die Öffentlichkeit in Uganda aufgerufen, Körperkontakt wie beispielsweise Händeschütteln oder Umarmungen zu vermeiden und regelmäßig mit Seife und sauberem Wasser die Hände zu waschen. In der Grenzregion zur Demokratischen Republik Kongo sollten bis auf Widerruf keine Märkte und andere Menschenansammlungen, wie etwa Gottesdienste und Hochzeiten, stattfinden.

### Weitere Länder
Nachdem es in der Millionenstadt Goma nahe der Grenze zu mehreren Ebolaerkrankungen mit Todesfolge gekommen war, entschied Ruanda am 1. August 2019, die Grenzen zur Demokratischen Republik Kongo zu schließen. Die Schließung wurde wenige Stunden später wieder aufgehoben.
Im August 2019 begann Burundi mit der vorsorglichen Impfung mit dem Impfstoff rVSV-ZEBOV-GP. Zuvor waren Impfkampagnen bereits ebenfalls in Ruanda und Südsudan gestartet worden.

### WHO
Die Weltgesundheitsorganisation (WHO) war seit Beginn der Epidemie in der Demokratischen Republik Kongo unterstützend und beratend tätig. Auch in den Nachbarländern wurden bereits seit 2018 Vorsorgemaßnahmen getroffen. Die WHO klassifizierte die Nachbarländer in zwei Schwerpunktgruppen: Priority 1 countries mit aufgrund der geografischen Nähe einem höheren Risiko des Übergreifens der Epidemie waren Uganda, Ruanda, der Südsudan und Burundi, Priority 2 countries Angola, Sambia, Tansania, die Zentralafrikanische Republik und die Republik Kongo.
Mehrfach nahm die WHO Risikobewertungen vor. Beispielsweise erfolgte eine solche nach dem Übergreifen des Ebolafiebers auf Uganda. Die Weltgesundheitsorganisation entschied im Juni 2019 zum dritten Mal, dass kein internationaler Notstand vorliegt. Das nationale und regionale Risikoniveau für die Demokratische Republik Kongo hingegen wurde als sehr hoch eingestuft. Grund für die Entscheidung, das globale Risiko als niedrig zu bewerten, war die Tatsache, dass die in Uganda bestätigten Fälle epidemiologisch mit der Demokratischen Republik Kongo verbunden waren und sich dort ansteckten, alle drei Fälle zu einer Familie mit einem gemeinsamen Risiko gehörten, die ugandischen Stellen hinreichend und nachweislich über die notwendigen Fähigkeiten und Erfahrungen verfügen, das Ebolafieber zu behandeln, und die Schnelligkeit der Aufdeckung der Ebolafälle in einem begrenzten geografischen Gebiet, dem Distrikt Kasese. So blieb das Gesamtrisiko auf internationaler Ebene in der Einschätzung der WHO gering. Weiterhin riet die WHO ausdrücklich von einer Beschränkung von Reisen in die Demokratische Republik Kongo und des Handels mit dieser ab.
Nachdem zuvor in der Millionenstadt Goma nahe der Grenze zu Ruanda ein erster Krankheits- und Todesfall aufgetreten war, entschied sich die WHO schließlich am 17. Juli 2019, eine gesundheitliche Notlage internationaler Tragweite festzustellen, sprach jedoch weiterhin von einer regionalen Bedrohung. Von einer Reisewarnung oder von Schließungen der Grenzen wurde trotz der Neubewertung weiterhin abgesehen.
Wiederholt schwierig gestaltet sich für eine wirkungsvolle Bekämpfung der Viruserkrankung die finanzielle Ausstattung des WHO-Einsatzes im Epidemiegebiet. Tedros Adhanom Ghebreyesus, Generaldirektor der WHO, erklärte im Juni 2019, dass bis zu diesem Zeitpunkt lediglich etwa die Hälfte des Geldes bereitgestellt sei, welches zur Finanzierung des Einsatzes benötigt werde. Die Gesamtkosten des Einsatzes von Februar bis Juli 2019 wurden auf etwa 98 Millionen US-Dollar geschätzt. Falls die Finanzierung durch die Geberländer nicht vollumfänglich gedeckt werde, müsse man die Ausgaben minimieren, was bedeuten würde, den Einsatz zurückfahren. Bereits im April 2019 war von den seinerzeit budgetierten 150 Millionen US-Dollar nur rund die Hälfte eingesammelt, sodass durch kalkulierten zusätzlichen Bedarf ein Finanzierungslücke von 104 Millionen US-Dollar bestand.

### Weltbank
Die Weltbank bewilligte am 10. Dezember 2019 ein Projekt in Höhe von 250 Millionen Dollar zur Bekämpfung von Pandemien, darunter auch Ebola, mit dem die Africa Centres for Desease Control and Prevention den Aufbau von Laboren, ein System zur Erfassung von Gesundheitsdaten und Notfallmechanismen erstellen werden.

## Auswirkungen

### Verschiebung der Präsidentschaftswahlen in der DR Kongo
Aufgrund der Epidemie wurden in der Demokratischen Republik Kongo die Präsidentschafts- und Parlamentswahlen 2018 wiederholt verschoben. Die bereits zuvor schon auf den 23. Dezember 2018 verschobene Wahl wurde zunächst nochmals um eine Woche auf den 30. Dezember umgelegt. Am 26. Dezember 2018 wurden aufgrund der Ebola die Wahlen für die Gebiete um Beni und Butembo nochmals auf den März 2019 neu terminiert.
Nach der Neuterminierung der Wahlen kam es am 27. Dezember 2018 in Beni zu Demonstrationen. Im Zuge dieser Demonstrationen wurde in der Stadt ein Behandlungszentrum angegriffen. Laut Gesundheitsministerium handelte es sich beim angegriffenen Behandlungszentrum nicht um jenes, in dem die bestätigten Krankheitsfälle isoliert wurden. Es sei das Centre de Transit de Beni, in denen Verdachtsfälle behandelt wurden, die auf Labortestergebnisse warteten, attackiert worden. Entsprechend der Standards wird jeder Verdachtsfall innerhalb von 48 Stunden zweimal auf Ebola getestet und während dieser Zeit vorsorglich isoliert. Durch den Angriff entstand erheblicher Sachschaden, sodass das Zentrum vorübergehend nicht funktions- beziehungsweise arbeitsfähig war. Zum Zeitpunkt des Angriffs wurden im Zentrum 24 Personen als Verdachtsfälle behandelt, von denen sich 3 in einem ernsten Zustand befanden, sodass sie nicht fliehen konnten. Diese wurde nach Abrücken der Zerstörer in das Centre de Traitement d’Ebola, in das Behandlungszentrum für die bestätigten Krankheitsfälle verlegt, um dort das Ergebnis der Labortests abzuwarten. Die weiteren 21 Verdachtsfälle flohen. Von diesen waren 17 zum Zeitpunkt bereits einmal negativ auf Ebola getestet worden und warteten auf den zweiten Labortest, bevor sie entlassen werden sollten. In der Folge wurde um den Wahltermin 30. Dezember 2018 die Arbeit der medizinischen Teams in den Zentren wie Testungen von Verdachtsfällen oder Impfungen teilweise vorübergehend eingestellt beziehungsweise reduziert. Beispielsweise unterbrach die Hilfsorganisation Oxfam ihren Einsatz.

### Gewalttätige Übergriffe, Erpressung und (sexuelle) Ausbeutung
Immer wieder werden Einrichtungen und Mitarbeiter von im Kampf gegen die Ebolaepidemie aktiven Organisationen und Behörden Opfer von gewalttätigen Angriffen. In der Nacht vom 24. auf den 25. Februar 2019 kam es in Katwa, östlich der Gesundheitszone Butembo, zu einem Übergriff gegen das lokale, von Ärzte ohne Grenzen (Médecins Sans Frontières) betriebene Behandlungszentrum. Dieses wurde zunächst mit Steinen angegriffen und dann niedergebrannt. Inventar des Behandlungszentrums wurde zerstört. Der Bruder eines Patienten des Zentrums wurde getötet, während er zu fliehen versuchte. Die im Zentrum behandelten vier Patienten mit bestätigter Ebola sowie sechs Verdachtsfälle wurden von Katwa ins Behandlungszentrum Butembo verlegt. Ärzte ohne Grenzen stellte daraufhin seine Hilfe in Katwa ein.
Am 27. Februar 2019 griffen Bewaffnete das Behandlungszentrum in Butembo an und setzten es in Brand. Eine Woche, nachdem das Behandlungszentrum in Butembo nach dieser Attacke wieder eröffnet worden war, wurde es am 9. März 2019 erneut angegriffen. Bewaffnete Rebellen töteten dabei einen Polizisten. Ein medizinischer Mitarbeiter des Zentrums wurde durch Schüsse verletzt. Die Polizei und Armee konnten einen Angreifer fassen. Es soll sich um ein Mitglied der Mai-Mai handeln. Offizielle Stellen sprachen von einem Terrorakt.
Zu einem weiteren tödlichen Angriff kam es am 19. April 2019, als der aus Kamerun stammende Epidemiologe Richard Valery Mouzoko Kiboung, Mitarbeiter der WHO, von Rebellen während einer Attacke auf das Transitzentrum in Butembo ermordet wurde. Zwei weitere Mitarbeiter wurden verletzt. Nur wenige Stunden später griffen mit Macheten Bewaffnete das Behandlungszentrum in Katwa an und versuchten es niederzubrennen. Ein Angreifer wurde von der Polizei erschossen, fünf wurden verhaftet.
Am 7. Mai 2019 wurde in Vuhovi ein Bestatter ermordet und am 8. Mai 2019 kam es in Butembo zu Kämpfen zwischen bewaffneten Angreifern und Soldaten der Forces Armées de la République Démocratique du Congo (FARDC). Im Gesundheitszentrum Masaki in der Gesundheitszone von Katwa kam es zu einem Brand. Eine Person starb am 13. Mai 2019 gegen 1 Uhr in der Nacht bei einem Angriff einer Miliz auf das Behandlungszentrum in Katwa. Beim Getöteten soll sich um einen Angreifer handeln, welcher von Sicherheitskräften erschossen wurde. Eine Nacht später wurde die Notaufnahme des Krankenhauses in Kayna mit Steinen angegriffen und es wurde Feuer gelegt. Wiederholt kam es auch in verschiedenen Orten zu Übergriffen durch Angehörige gegen Mitarbeiter der Gesundheitsbehörden, welche Proben nehmen oder Tote würdig und sicher bestatten wollten.
Insgesamt kam es in der Demokratischen Republik Kongo im Zuge des Ebolaausbruchs zwischen dem 1. August 2018 und dem 20. Mai 2019 zu 132 Übergriffen auf medizinisches Personal oder Einrichtungen, bei denen 4 Personen (Mitarbeiter, Patienten oder deren Angehörige) getötet und 38 verletzt wurden. Einen weiteren Todesfall gab es, als am 25. Mai 2019 Bewohner des Dorfes Vusahiro in der Gesundheitszone von Mabalako das örtliche Ebola-Reaktionsteam attackierten. Ein Hygieniker des Teams verstarb an seinen Verletzungen.
Nach dem Tod eines Patienten am Ebolafieber griffen am 24. Juni 2019 bei Beni jugendliche Motorradfahrer ein Impfteam in Tamende und ein Team für psychosoziale Unterstützung in Madrandelle an. In beiden Gesundheitsbereichen gab es die Wochen zuvor mehrere Fälle des Ebolafiebers. Zwei Mitarbeiter wurden verletzt und zur Behandlung ins Hôpital Général de Référence de Beni, ins Krankenhaus in Beni gebracht. Weiterhin wurde ein Fahrzeug abgebrannt.
Ende Juni 2019 meldete die WHO, dass es zu diesem Zeitpunkt im Jahr 2019 in der Demokratischen Republik Kongo bereits zu 174 Angriffen auf Einrichtungen und Maßnahmen des Gesundheitswesens wie beispielsweise auf medizinische Zentren, Gesundheitspersonal, Patienten und Transporte gekommen sei. Dabei sei kein Nachlassen der Angriffe zu verzeichnen. Es handelte sich um den weltweiten Spitzenwert verglichen beispielsweise mit Afghanistan mit 41 und Syrien mit 35 Übergriffen.
Trotz der Kenntnisse um das Problem und der Bemühungen um eine Eindämmung der Gewalt gingen die Übergriffe weiter. In der Nacht vom 13. auf den 14. Juli 2019 wurden im Ort Mukulia nahe Butembo zwei Mitarbeiter des Ebola-Reaktionsteams in Beni ermordet, nachdem sie bereits seit Monaten aufgrund ihrer Tätigkeit bedroht und wiederholt Opfer von Übergriffen geworden waren.
Im September 2021 kam der Bericht einer Untersuchungskommission, die die Weltgesundheitsorganisation (WHO) eingesetzt hatte zu dem Ergebnis, dass Mitarbeiter mehrerer Hilfsorganisationen sich beim Ebola-Einsatz im Kongo schwerer sexueller und anderer Übergriffe schuldig gemacht haben. Den Untersuchungen zufolge wurden Dutzende Frauen und einige Männer sexuell ausgebeutet oder vergewaltigt. Die Kommission sprach mit 63 betroffenen Frauen und 12 Männern. Sie dokumentierte neun Fälle von Frauen, die Vergewaltigungen meldeten, sowie 29 ungewollte Schwangerschaften. Es seien 83 mögliche Täter identifiziert worden – 21 von ihnen hätten mit Sicherheit bei der WHO gearbeitet. Die Frauen erhoben Vorwürfe unter anderem gegen WHO-Ärzte und leitende Mitarbeiter, darunter Lokalangestellte und Ausländer. Dem Bericht zufolge waren Frauen betroffen, die als Köchinnen, Putzhilfen oder bei Informationsprogrammen für die Bevölkerung arbeiteten. Sie hätten Kurzzeitverträge für etwa 50 bis 100 Dollar im Monat bekommen, mehr als zweimal so viel wie in vor Ort vorhandenen Jobs. Mehr als 50 Frauen berichteten, Männer hätten sie während des Ebola-Ausbruchs von 2018 bis 2020 im Gegenzug für Jobangebote zum Sex gezwungen oder ihnen gekündigt, wenn sie Sex ablehnten.